# 欧州大学
欧州大学（おうしゅうだいがく、英: College of Europe、仏: Collège d'Europe）は、ヨーロッパ研究の独立大学院機関であり、欧州連合随一のエリート官僚養成学校。欧州連合の父とされるヘンドリック・ブルグマンとカレル・フェルレイエにより、1949年にベルギーのブルッヘに設立し、その後1992年にポーランドのナトリンにもキャンパスが設置された。欧州大学はヨーロッパに関する研究・教育機関として世界で最も歴史を持つものとなっている。
教育内容は、欧州法、国際経済学、国際関係論など。
作業言語は英語とフランス語である。毎年およそ50か国から400人の学生がヨーロッパ研究の修士課程（ブルッヘ）やヨーロッパ関連の学際研究の修士 (Master of Arts) 課程 （ナトリン）を修了している。

## 歴史
欧州大学の起源は1948年のハーグ会議にまで遡る。同年、スペインの政治家、思想家、作家で亡命中のサルバドール・デ・マダリアーガが、直前まで第2次世界大戦でお互いに戦っていたようなものも含むさまざまな国の大学出身者が研究・生活できるような場所として、本学の設置を提唱した。
その後、牧師カレル・フェルレイエを中心としたブルッヘ市民の団体が本学を誘致することに成功する。また、当時欧州統合運動の学会での中心人物のひとりであったヘンドリック・ブルグマンが初代総長に就任（1950年 - 1972年）、本学の発展を築き、また "esprit du Collège" を根付かせていった。
共産主義政権が倒れ、東ヨーロッパで体制の変革が起こったのち、ポーランド政府の招致により、1992年にワルシャワ市の南端に位置するナトリンを中心とする地帯に新たなキャンパスが開かれた。
1998年には本学の出身者によってマダリアーガ欧州基金が設立されている。

## キャンパス

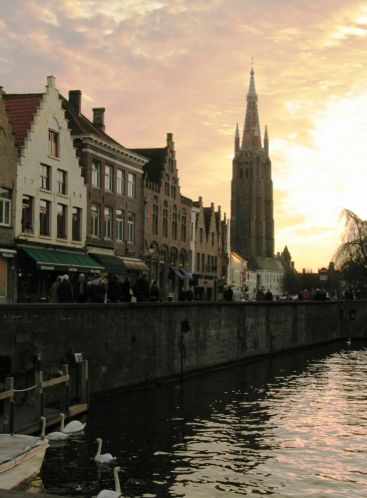
デイバー

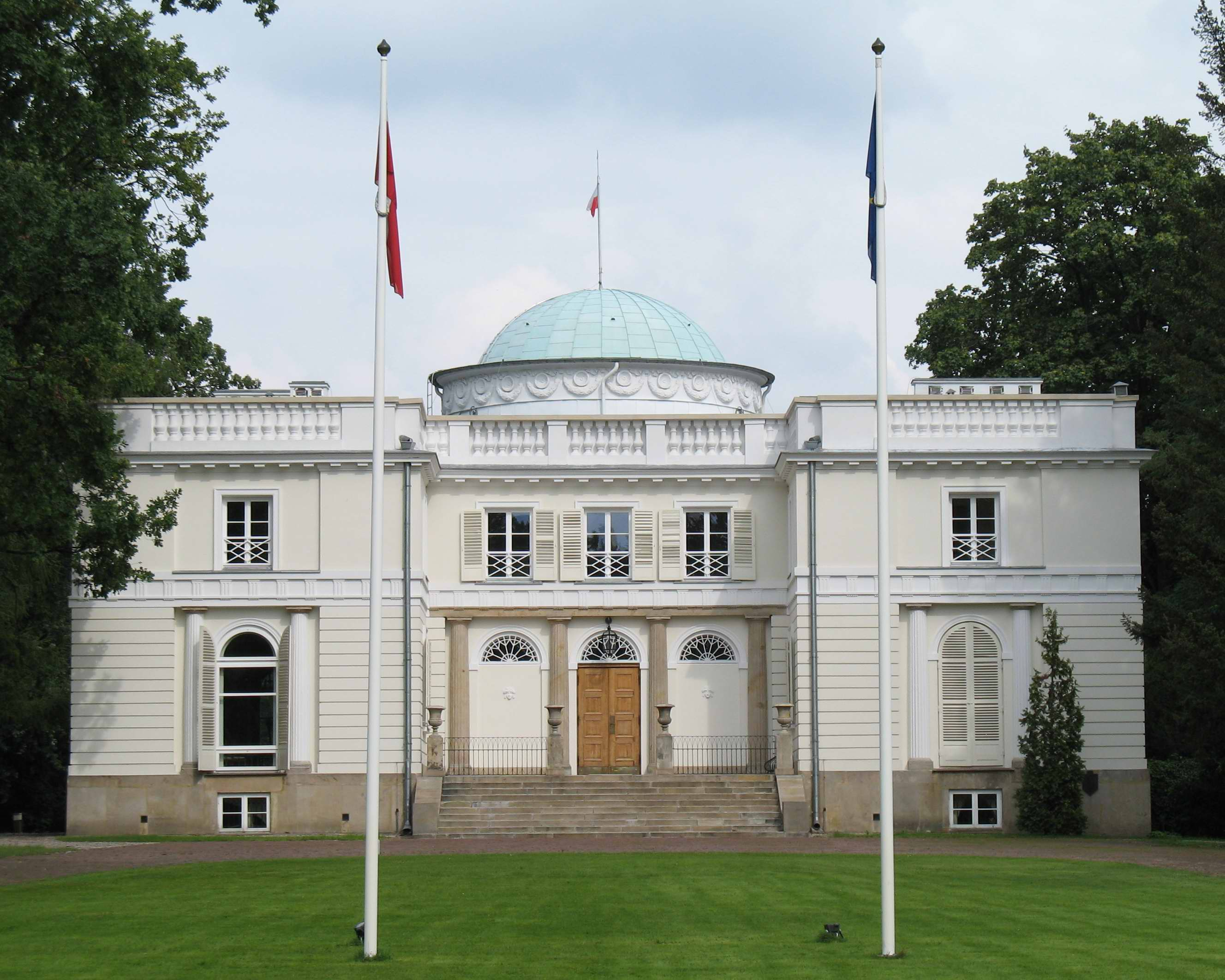
旧ポトツキ邸

### ブルッヘ
ブルッヘのキャンパスは市内でも歴史のある地域に位置しており、次のようなキャンパス棟が点在している。
デイバーブルッヘキャンパスの本部棟で、受付や事務室、教室、図書館がある。
リデルストラート1990年代まで大学寮が所在していた。その後改装し1990年代後半には管理棟として使われ、現在では土地に30年間の賃貸契約を結んでいる。建物は記念建造物に指定され、大学の整備室が入っている。
ガレンマルクトガレンマルクト15番のホテル・ポルティナリはブルッヘが繁栄していた歴史の象徴で、その古典様式の外観ではなく、トマソ・ポルティナリが15世紀ブルッヘの "Loggia de Medici" （メディチ商会）支配人であった時代の跡を残している。この一帯には教員用の11棟の集合住宅と40の学生用の住居、18世紀の壁画が特徴的な "salon du Recteur" と学生用の大きく近代的な "Mensa" の2つのサロンがある。
住居市内中心部には8つの設備が整っている住宅が用意されている。

#### ヴェルヴェルスデイク
ヴェルヴェルスデイク棟に講堂、講義室、教員や研究員などの職員用のオフィスが2007年に新設された。

### ナトリン（ワルシャワ）
ワルシャワのキャンパスは市内中心部から地下鉄で約30分かかる、市南端のナトリン自然保護区の1.2平方キロメートルに設置されている。ナトリン欧州センター基金が大学施設群を管理し、旧ポトツキ邸を復元して大学施設として使っている。ほかにも複数の棟が新設されており、中には学生寮や講堂も建てられている。

## 研究課程
学術課程は9月から翌年の6月までの1学年で組まれており、英語やフランス語で行われる。プログラムには講義や研究セミナー、ワークショップ、外部研究者との会合などが含まれている。またほかのヨーロッパ言語の授業も行われる。
修士認定を受けるために、学生は各学期末の口頭、あるいは筆記試験を受け、英語またはフランス語で修士論文を書かなければならない。論文は個人研究をまとめたもので、おもに教員の指導の下で第2学期に作成することになる。課程はヨーロッパの諸機関への研究旅行が組まれたり、ナトリンの学生向けには近隣諸国への旅行も実施されるなど、充実したものとなっている。
ブルッヘでは、法学、経済学、政治・行政学、国際関係学の4つのヨーロッパ研究の学部が対象とする学術課程が組まれており、学生はこの4つのいずれかに登録することになる。また法学部と経済学部の学生にはヨーロッパ法・経済学解析専攻課程に参加する機会が与えられている。また全学生はヨーロッパ一般研究課程に参加することになっている。
ヨーロッパ経済学課程は欧州連合 (EU) の経済に特化することが狙いとなっている。学生に求められる研究・解析量は世界の先端を行く大学のそれに匹敵するものである。また学部ではヨーロッパの経済統合の過程や政策、規制といった広範囲の分野も包括している。
ヨーロッパ法学課程では学生にヨーロッパ法についての徹底的な教育が施される。その教育様式はアメリカのロー・スクールと似たようなものとなっている。法学課程では経済とEU法の根源的な側面との均衡が図られている。また法学課程では複雑性を増すEU法と、そのEU法の発展の経緯を重視している。
ヨーロッパ政治・行政学課程では、EUの機能や活動、また世界、国内、地方の次元でのEUの相互的な影響について学生に幅広く理解をもたらしている。学生はEU政治・政策、ヨーロッパ国際法、欧州統合における政治経済学の3つの分野を対象とする科目を履修しなければならない。さらに第4の必修科目である欧州連合理事会における協議過程については、2回の模擬的な協議を行う形で実施されている。
EU国際関係・外交課程は2006年に設置され、国際交渉や外交についての技術のほか、世界情勢における1つの存在としてのEUについて、その特徴的な知識を与えている。この課程では、国際関係と外交の幅広い流れとともに、EU内部での意思決定過程の学際的な分析を行うことで、EUの対外関係について包括的に理解することが目的である。この課程には、政治学、ヨーロッパ学、法学、経済学、歴史についての学歴を有しているか、あるいは国際機関や国内の外交関連の組織に所属していたという学生が集まっている。
ナトリンのキャンパスではヨーロッパ融合領域研究課程が組まれている。この課程では、学生は第1学期を通してヨーロッパ政治、政策、経済、EU法の基礎を教え込まれ、また政策決定を実践的に教えられることで、EUの通常業務について学んでいくことになる。

## 選抜
毎年の学生受け入れはきわめて厳選されるもので、選抜試験は毎年春に出身国の外務省と協力して実施される。ブルッヘで開かれる各課程の選抜では、経済学、法学、政治学、国際関係学の大学卒業水準の知識のほか、作業言語である英語とフランス語の十分な能力が求められる。
ワルシャワの課程では、法学、経済学、政治学、社会学といった幅広い専門分野での学歴を持つ学生を受け入れている。また哲学、歴史学、地理学、言語学、ジャーナリズムなど高い学術水準を有する学生や、ヨーロッパ関連に強い関心を持っている学生も入学している。

## 学位授与
- Master of Arts in European Interdisciplinary Studies (Master en études européennes interdisciplinaires)
- Master of Arts in EU International Relations and Diplomacy Studies (Master en relations internationales et diplomatiques de l'Union européenne)
- Master of Arts in European Economic Studies (Master en économie européenne)
- Master of Arts in European Political and Administrative Studies (Master en politique et administration européenne)
- Master of Arts in Transatlantic Affairs (MATA) (Master en affaires transatlantiques)
- Master in European Law (LL.M.) (Master en droit européen)

## 修了生

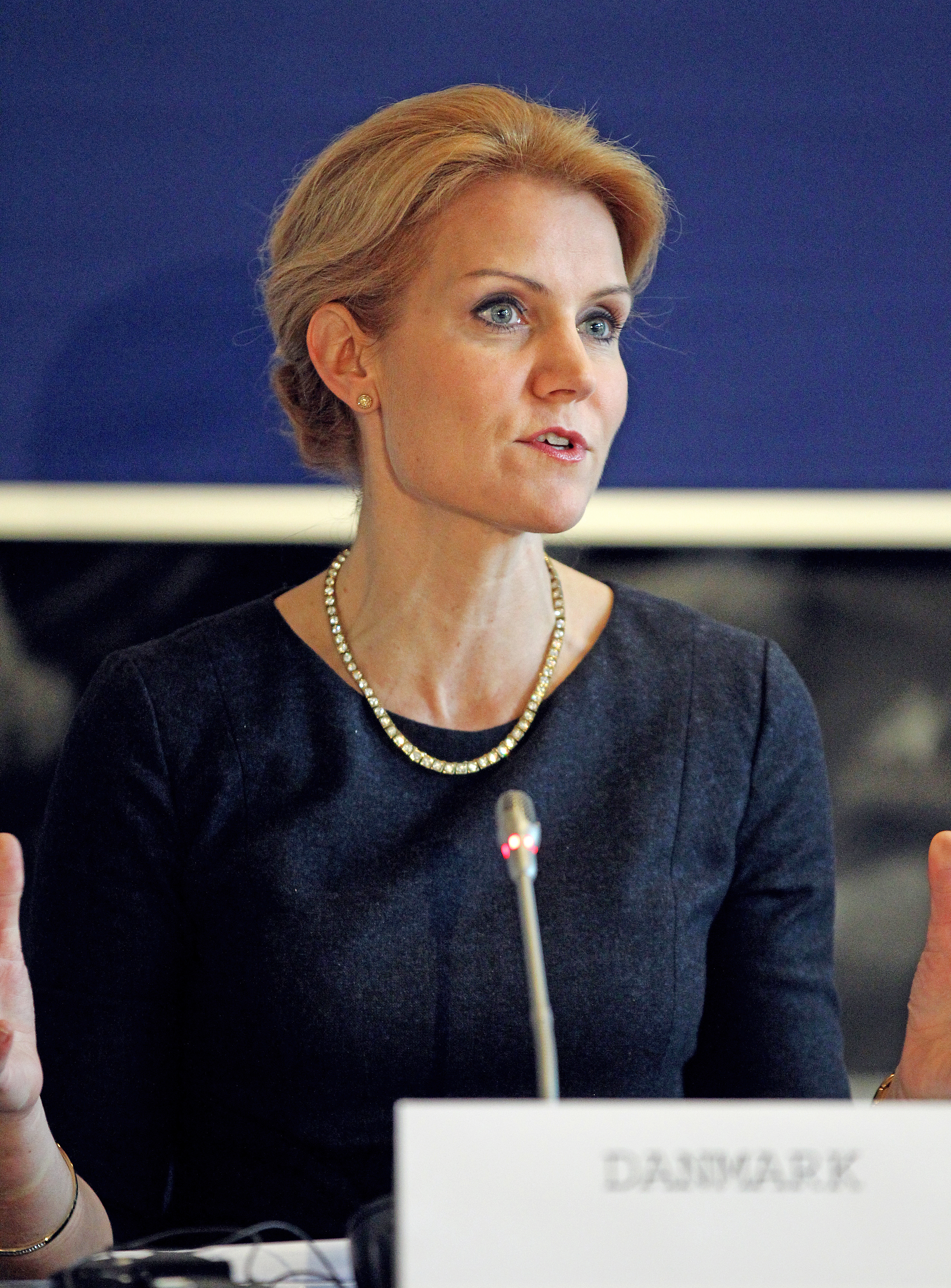
ヘレ・トーニング＝シュミット（元デンマーク首相）

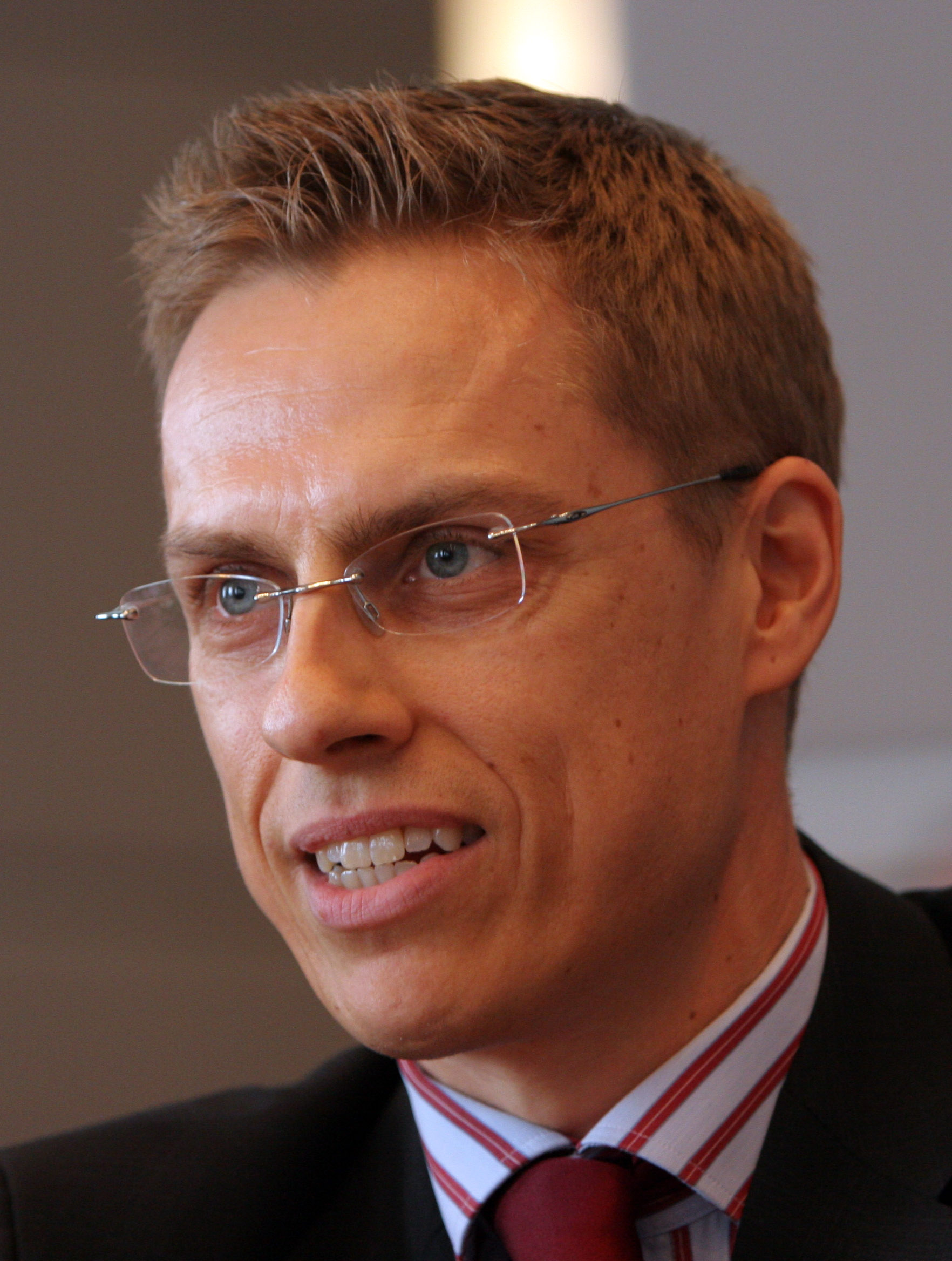
アレクサンデル・ストゥブ（元フィンランド首相）

本学を修了した学生の多くが各国の閣僚や議員、外交官となっている。
- アリン・スミス - 欧州議会議員（スコットランド）
- アルニ・パル・アルナソン - 元アイスランド福祉大臣、元産業・イノベーション大臣
- アレクサンデル・ストゥブ - 元フィンランド外相、首相
- イヴォ・ビチェヴスキ - 元ポーランド大使（駐ベルギー、ルクセンブルク）
- ヴァレリー・プレイム - 元アメリカ中央情報局秘密工作員
- エンツォ・モアベロ・ミラネージ - イタリアの欧州外務大臣
- ウルズラ・プラスニック - オーストリア欧州・国際関係相
- サイモン・ヒューズ - イギリス庶民院議員
- シェプフリン・ジェルジ - 欧州議会議員（ハンガリー）
- ジム・オーバースター - アメリカ合衆国下院議員
- ステファン・キノック - ブリティッシュ・カウンシル サンクトペテルブルク支部長
- デイヴィッド・オサリバン - 元欧州委員会通商総局長、元欧州委員会対外総局総局長、政策研究大学院大学講師
- ニック・クレッグ - イギリス庶民院議員議員、イギリス自由民主党党首、元欧州議会議員
- ヘレ・トーニング＝シュミット - デンマーク社会民主党党首、元首相
- ポール・スキュッテ・クレストファースン - 元デンマーク大使（駐ローマ）、欧州委員会農業・地方開発担当委員官房長
- マヌエル・マリン - 元欧州委員会委員長代行、元スペイン下院議長
- ユリコ・バッケス - ルクセンブルク国防相
- ヨー・ライネン - 欧州議会議員（ドイツ）
- ルイーズ・フレシェット - 元国際連合副事務総長
- レディ・ビアンク - 欧州人権裁判所判事

## 奨励金制度
欧州大学では年度ごとに奨励金制度が設定され、いずれも著名なヨーロッパ人の名前が付けられている。
- 1949年	 (Preparatory)
- 1950年 - 1951年 アントワーヌ・ド・サン＝テグジュペリ
- 1951年 - 1952年 フアン・ビベス
- 1952年 - 1953年 トマーシュ・ガリグ・マサリク
- 1953年 - 1954年 エラスムス
- 1954年 - 1955年 アルチデ・デ・ガスペリ
- 1955年 - 1956年 ウェルギリウス
- 1956年 - 1957年 ラウル・ドートリ
- 1957年 - 1958年 エンリケ航海王子
- 1958年 - 1959年 フリチョフ・ナンセン
- 1959年 - 1960年 シュリー
- 1960年 - 1961年 サン・シモン
- 1961年 - 1962年 ゴットフリート・ウィルヘルム・ライプニッツ
- 1962年 - 1963年 アウグスト・フェルメイレン
- 1963年 - 1964年 トマス・ペイン
- 1964年 - 1965年 ロベール・シューマン
- 1965年 - 1966年 トマス・モア
- 1966年 - 1967年 ジョージ・C・マーシャル
- 1967年 - 1968年 コメニウス
- 1968年 - 1969年 コンラート・アデナウアー
- 1969年 - 1970年 ウィレム沈黙公
- 1970年 - 1971年 ウィンストン・チャーチル
- 1971年 - 1972年 ダンテ・アリギエーリ
- 1972年 - 1973年 リヒャルト・N・クーデンホーフ＝カレルギー
- 1973年 - 1974年 ジュゼッペ・マッツィーニ
- 1974年 - 1975年 アリスティード・ブリアン
- 1975年 - 1976年 アダム・イエジィ・チャルトリスキ
- 1976年 - 1977年 ピーテル・パウル・ルーベンス
- 1977年 - 1978年 カール・レンナー
- 1978年 - 1979年 ポール＝アンリ・スパーク
- 1979年 - 1980年 サルバドール・デ・マダリアーガ
- 1980年 - 1981年 ジャン・モネ
- 1981年 - 1982年 ヤン・ヴィレム・ベイエン
- 1982年 - 1983年 ジョゼフ・ベッシュ
- 1983年 - 1984年 ジャン・レイ
- 1984年 - 1985年 スタール夫人
- 1985年 - 1986年 クリストファー・コロンブス
- 1986年 - 1987年 ウィリアム・ペン
- 1987年 - 1988年 アルティエロ・スピネッリ
- 1988年 - 1989年 クリストファー・ドーソン
- 1989年 - 1990年 ドニ・ド・ルージュモン
- 1990年 - 1991年 ハンス、ゾフィー・ショル兄妹
- 1991年 - 1992年 ヴォルフガング・アマデウス・モーツァルト
- 1992年 - 1993年 カール4世
- 1993年 - 1994年 シュテファン・ツヴァイク
- 1994年 - 1995年 ラモン・リュイ
- 1995年 - 1996年 ヴァルター・ハルシュタイン
- 1996年 - 1997年 アレクシス・ド・トクヴィル
- 1997年 - 1998年 ヘンドリック・ブルグマン
- 1998年 - 1999年 レオナルド・ダ・ヴィンチ
- 1999年 - 2000年 ヴィルヘルム、アレクサンダー・フォン・フンボルト兄弟
- 2000年 - 2001年 アリストテレス
- 2001年 - 2002年 シモン・ステヴィン
- 2002年 - 2003年 ベルタ・フォン・ズットナー
- 2003年 - 2004年 ジョン・ロック
- 2004年 - 2005年 シャルル・ド・モンテスキュー
- 2005年 - 2006年 ルートヴィヒ・ヴァン・ベートーヴェン
- 2006年 - 2007年 ニコラウス・コペルニクス
- 2007年 - 2008年 アンナ・ポリトコフスカヤ、フラント・ディンク
- 2008年 - 2009年 マルクス・アウレリウス
- 2009年 - 2010年 チャールズ・ダーウィン
- 2010年 - 2011年 アルバート・アインシュタイン
- 2011年 - 2012年 マリ・キュリー
- 2012年 - 2013年 ヴァーツラフ・ハヴェル
- 2013年 - 2014年 ヴォルテール
- 2014年 - 2015年 ファルコーネ、ボルセリーノ
- 2015年 - 2016年 フレデリック・ショパン
- 2016年 - 2017年 ジョン・メイナード・ケインズ
- 2017年 - 2018年 シモーヌ・ヴェイユ
- 2018年 - 2019年 マヌエル・マリン
- 2019年 - 2020年 ハンナ・アーレント
- 2020年 - 2021年 マリオ・ソアレス
- 2021年 - 2022年 エリアーヌ・ヴォージェル・ポルスキー
- 2022年 - 2023年 ダヴィド・サッソリ
- 2023年 - 2024年 マデレーン・オルブライト

## 組織
欧州大学はEUとベルギー、ポーランドの両政府が主に出資しており、また額はこの3者より小さいが、ほかのEU加盟国政府も出資している。またこのほかにも欧州大学は民間からの資金を受けている。
運営理事会は欧州委員会、ブルッヘとナトリン（ワルシャワ）の両キャンパスがおかれている国、ヨーロッパ各国政府の代表で構成される。運営理事会は欧州大学の最高意思決定機関であり、大学の活動に対して責任を持つ。執行委員会は大学の適切な財務と運営業務を確保し、これらについて運営理事会に報告する義務を負う。
学術評議会は全学規模での高い教育水準を確保することが目的として設置されている。
総長は大学の全活動に対して支持し、調整する。2020年6月よりイェルク・モナーが総長に在任しており、2020年9月1日から前欧州委員会副委員長兼欧州連合外務・安全保障政策上級代表のフェデリカ・モゲリーニが就任する。学術小委員会が両キャンパスに設置されており、学術評議会に対して報告する義務を負う。

## 研究・活動
欧州大学は学術研究に重点を置いており、また世界競争法センター (GCLC) に加えて、ヨーロッパの文明化、経済、政治、外交政策などを扱う教員を設置している。また毎年多くの出版物を刊行しており、欧州統合の過程を重点に置く4つの学術成果報告書や学術雑誌 Collegium  を発行している。

### 国際会議
欧州大学の設立以来、重要度の高い国際会議が学内で行われてきた。このような会議は、本学における学術的な領域と相補的な論題について幅広い議論を行うフォーラムとして実施されており、毎年人道法についての会議が国際赤十字委員会と協力して開催されている。またときには複数のヨーロッパ諸国の政府首脳が講演することもある。

### 協力関係
1980年代初頭以降、欧州大学は関連するコンサルタント活動も展開しており、とくにEC法の分析に力点を置いている。請け負った契約についての大学の初期の経験、とくにEC法制の整備や域内市場の発足にかんする蓄積に基づいて、入札手続に参加し、これらの業務契約の下で作業にあたる研究者チームのマネジメントを担当する開発室 (Development Office) が創設された。
過去10年以上の期間において欧州大学では、一連のEUのプログラムの出資を受けて、学術機関や企業、法律事務所とコンソーシアムを形成したり、あるいは大学単独でさまざまな協力プロジェクトを立ち上げてきた。たとえばen:TEMPUSプログラムにおいては、ヨーロッパ研究に関するカリキュラム構築プロジェクトが立ち上げられた。またEUのen:Phareプログラムにかんして、独立国家共同体 (CIS) に対する技術支援 (en:TACIS) や復興・開発・安定化共同体支援 (en:CARDS) では欧州大学に資金を提供して、EUに加盟を申請している諸国、ロシア、CIS諸国におけるEU関連の事項について専門的な教育やコンサルティングを請け負っている。さらに開発室では、MED-CAMPUSプログラムの枠組みや、欧州援助協力局がラテンアメリカやアジアで資金を拠出している同様のプロジェクトにも参加している。開発室は積極的に世界中で学術教育プロジェクトやヨーロッパ研究プログラムにかかわっている。
継続的な教育を求める声が増加していることを受けて、欧州大学ではヨーロッパ統合についての専門教育コースやセミナーを学者や経済交流機関、民間企業、行政機関と共同で開講している。ヨーロッパの国際機関や国内行政機関は職員をこのような教育プログラムに送ることで有効に活用している。